# Eugeniusz Pławski
Eugeniusz Józef Stanisław Pławski ps. Żeńka (ur. 14 marca?/26 marca 1895 w Noworosyjsku, zm. 23 maja 1972 w Vancouver) – polski komandor, morski oficer pokładowy okrętów podwodnych i niszczycieli, pilot wojskowy. Od 1914 do 1918 roku służył w Carskiej Marynarce Wojennej Rosji, a następnie do 1948 w polskiej Marynarce Wojennej. Brał udział w I wojnie światowej i II wojnie światowej. Podczas służby dowodził wieloma jednostkami pływającymi, dywizjonem okrętów podwodnych i 1. dywizjonem niszczycieli. Karierę zakończył na stanowisku szefa Inspektoratu Marynarki Wojennej.

## Służba wojskowa
Eugeniusz Józef Stanisław Pławski urodził się w 26 marca 1895 w Noworosyjsku. Pochodził z wojskowej rodziny, jego ojciec Aleksander dosłużył się w armii carskiej stopnia generała brygady. Ukończył Korpus Kadetów w Chabarowsku i szkołę Morskiego Korpusu w Petersburgu. Był absolwentem Szkoły Lotnictwa Morskiego w Sewastopolu i szkoły podwodnego pływania – Ecole de Navigation Sous-Marine w Tulonie.
W 1914 jako miczman rozpoczął karierę w rosyjskiej Flocie Czarnomorskiej, gdzie w działaniach przeciw Bułgarom, Turkom i Niemcom spędził całą I wojnę światową. Został oficerem wachtowym na niszczycielu „Dierzkij”, a następnie od 1916 był adiutantem dowódcy w 2. dywizjonie niszczycieli oraz w Brygadzie Torpedowej i Obrony przed Okrętami Podwodnymi. W 1917 wyznaczono go na oficera nawigacyjnego niszczyciela „Gniewnyj”, po wybuchu Rewolucji Październikowej został wybrany przez załogę dowódcą niszczyciela „Zorkij”. Podczas swojej służby we Flocie Czarnomorskiej należał do tajnego Związku Wojskowych Polaków w Odessie. W 1918 przez krótki czas przebywał w Łucku.
Po odrodzeniu niepodległego państwa polskiego przyjechał do Warszawy i w stopniu porucznika marynarki został przyjęty do Marynarki Wojennej. Od 1919 zajmował stanowisko starszego oficera operacyjnego, a następnie dowódcy Oddziału Zapasowego w Porcie Wojennym Modlin. Potem służył w batalionie morskim, z którym to zajmował Pomorze Gdańskie. Podczas zaślubin Polski z morzem w Pucku w 1920 na jego rozkaz została wciągnięta bandera wojenna na maszt. Został komendantem Portu Wojennego Puck, a niedługo potem oficerem łącznikowym szefa Departamentu dla Spraw Morskich Ministerstwa Spraw Wojskowych kontradmirała Kazimierza Porębskiego. W 1921 przeniesiony do rezerwy. Krótko był kapitanem Portu Gdynia. Od 1924 ponownie w służbie czynnej. Był kolejno dowódcą trałowców OORP „Czajka” i „Mewa”, zastępcą dowódcy torpedowca ORP „Krakowiak” i kanonierki ORP „Komendant Piłsudski” oraz dowódcą kanonierki ORP „Generał Haller”. W 1926 został szefem Referatu Regulaminów i Wyszkolenia w Kierownictwie Marynarki Wojennej. W 1927 ponownie dowodził kanonierką ORP „Generał Haller”, po czym wyznaczono go dyrektorem nauk w Szkole Specjalistów Morskich. Od 1928 do 1931 przebywał we Francji, gdzie kierował polską Szkołą Podwodnego Pływania i komisją odbioru torped, a także był członkiem Komisji Odbiorczej budowanych okrętów podwodnych. W 1931 został dowódcą okrętu podwodnego ORP „Żbik” i grupy okrętów podwodnych. W latach 1932–1936 był pierwszym dowódcą Dywizjonu Okrętów Podwodnych. Po wypadku na ORP „Ryś” usunięty ze stanowiska. Od 1936 do 1939 pracował w Kierownictwie Marynarki Wojennej jako szef Broni Podwodnej. W 1937 uczestniczył w pracach komisji odbioru torped i budowy ścigaczy. W 1939 został wydelegowany w skład misji wojskowej do Francji mającej zabiegać o pomoc militarną w razie napaści III Rzeszy.
W chwili wybuchu II wojny światowej przebywał we Francji i próbował utworzyć konwój z pomocą dla kraju. Oddelegowany do dyspozycji attaché morskiego do Londynu. Następnie został komendantem Uzupełnień Floty. W 1940 dowodził przekazanym przez Brytyjczyków francuskim niszczycielem OF „Ouragan”, po czym mianowano go dowódcą nowego niszczyciela HMS „Nerrisa”, wydzierżawionego Polsce i przemianowanego na ORP „Piorun”. Brał udział w konwojach atlantyckich do Kanady i śródziemnomorskich na Maltę. W 1941 podczas akcji poszukiwania pancernika „Bismarck” ORP Piorun przyczynił się do odszukania niemieckiego okrętu, 26 maja jako pierwsza jednostka podjął samotną (krótką, ok. 5-minutową) wymianę ognia z niemieckim okrętem liniowym. W latach 1941–1943 był attaché wojskowym w Szwecji. W 1942 awansowany został na komandora. Od 1943 dowodził wydzierżawionym od Royal Navy krążownikiem ORP „Dragon”. W 1944 wyznaczono go szefem Sztabu Kierownictwa Marynarki Wojennej, a od 1945 był szefem Inspektoratu Marynarki Wojennej. Po rozwiązaniu Polskich Sił Zbrojnych na Zachodzie przekazał sztandar i banderę Marynarki Wojennej do Instytutu im. gen. Władysława Sikorskiego w Londynie.
Po wojnie organizował Samopomoc Marynarki Wojennej w celu udzielania wsparcia marynarzom, którzy nie chcieli wracać do Polski. Sam także pozostał na emigracji. Od 1947 do 1948 dowodził obozem przejściowym w Okehampton. W 1948 przeniósł się do Kanady, gdzie pracował na farmie i w tartaku. W latach 1952–1971 był tłumaczem Rządu Federalnego Kanady. Zmarł 22 maja 1972 w Vancouver. Został pochowany na cmentarzu The Gardens of Gethsemani. 16 czerwca 2004 prochy kmdr. Pławskiego zostały sprowadzone do Polski przez syna, Jerzego, i pochowane na Cmentarzu Marynarki Wojennej w Gdyni-Oksywiu. Jego pamiętnik został wydany w Polsce w 2003 roku pod tytułem Fala za falą.
| Awansowany kolejno na stopnie oficerskie:                                                                                      | |

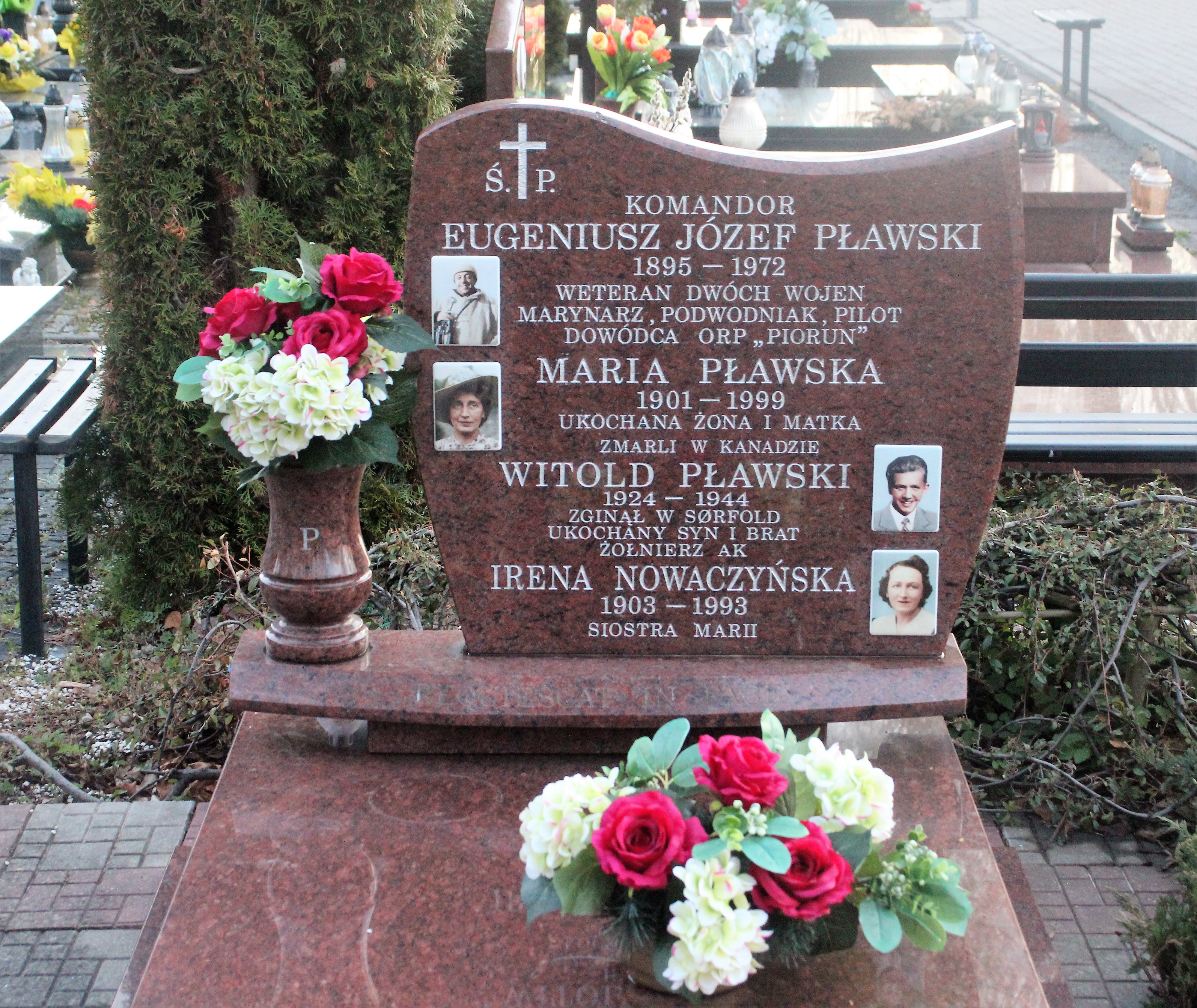
Grób kmdra Eugeniusza Pławskiego na Cmentarzu Marynarki Wojennej w Gdyni

| - miczman – 1914 (Rosja) - podkapitan – 1917 (Rosja) - porucznik marynarki – 1918 (Polska) - kapitan marynarki – 1921 (Polska) | - komandor podporucznik – 1931 (Polska) - komandor porucznik – 1935 (Polska) - komandor – 1942 (Polska) |

## Ordery i odznaczenia
- Krzyż Walecznych (dwukrotnie)[2]
- Medal Morski Polskiej Marynarki Wojennej (dwukrotnie)[2]
- Złoty Krzyż Zasługi (dwukrotnie: po raz pierwszy 19 marca 1935[3][4])[2]
- Medal Pamiątkowy za Wojnę 1918–1921[5]
- Medal Dziesięciolecia Odzyskanej Niepodległości[5]
- Komandor Orderu Wazów (Szwecja)[2][5]
- Kawaler I Klasy Orderu Danebroga (Dania)[2][5]
- Kawaler Orderu Legii Honorowej (Francja)[5][6]
- Distinguished Service Cross (Wielka Brytania)[7]
- Medal Zwycięstwa (międzysojuszniczy)[5]
- inne medale wojenne[2]